# Leningradský prospekt
Leningradský prospekt (rusky Ленингра́дский проспе́кт) je jedna z významných tříd v Moskvě. Spojuje Běloruské nádraží s dálnicí M10.
Původně se zde nacházela tzv. Leningradská cesta (do roku 1924 Petrohradská) Ta zde existovala již v 18. století, kv této době již byla vydlážděna. V 19. století pak podél ní byly vybudovány rekreační zařízení pro bohaté Moskvany, od roku 1870 i Běloruské nádraží. Přestavba ulice na městský bulvár se uskutečnila v posledním desetiletí 19. století. Současný název se používá od roku 1957, a to i přesto, že Leningradu byl po rozpadu SSSR vrácen jeho původní název.
Ve 20. století vzniklo spoustu důležitých budov i dopravních staveb podél této třídy; v roce 1910 bylo otevřeno například Letiště Chodynka. V letech 1901 až 2005 jezdily po prospektu tramvaje, od roku 1933 tudy vede trať trolejbusů. Roku 1938 pak byla otevřena linka metra Zamoskvoreckaja, vedená stejným směrem, jako právě Leningradský prospekt.
Na Leningradském prospektu je možné nalézt například Stadion Dynamo, či týmu CSKA Moskva. Mezi významné vědecké instituce se pak řadí Moskevský letecký institut a institut potravinářství.
V letech 2005 až 2009 probíhá rekonstrukce třídy (od hranice města až k Tverské ulici), během které budou některé úseky převedeny pod zem do tunelů. Z městské třídy se stane rychlostní komunikace, srovnatelná například s MKADem, šest pruhů v každém směru zajistí rychlejší cestování.